# Vlatko Pavletić
Vlatko Pavletić (Zagreb, 2 de diciembre de 1930 – Zagreb,  19 de septiembre de 2007), fue un político croata que fue Presidente de Croacia con carácter interino desde el 10 de diciembre de 1999 al 2 de febrero de 2000.

## Biografía
Pavletić se licenció en 1955 en filosofía en la Universidad de Zagreb. En 1972, fue encarcelado durante un año y medio por el gobierno comunista yugoslavo acusado de nacionalista croata por "intentar destruir y cambiar la organización estatal". Se doctoró en 1975 y impartió clases de literatura croata.
Cuando Franjo Tuđman llegó al cargo de Presidente de Croacia, fue nombrado ministro de educación, cultura y deporte. En 1992 fue elegido vicepresidente de la Academia Croata de Ciencias y Artes y miembro del comité del Parlamento para cultura y educación, y en 1995 se convirtió en portavoz del Parlamento de Croacia.
Cuando el presidente Franjo Tuđman fue incapacitado por enfermedad el 26 de noviembre de 1999, fue nombrado presidente interino de Croacia hasta que el Parlamento escogió como nuevo portavoz a Zlatko Tomčić el 2 de febrero de 2000. El 2004 se retiró de la política.